# Michał Łopaczewski
Michał Łopaczewski (ur. 2 maja 1989) – polski żużlowiec.
Karierę rozpoczął w 2004 roku, odbywając treningi w Pawłowicach na tamtejszym minitorze żużlowym. Wychowanek Stanisława Śmigielskiego.

## Przebieg kariery
- Orzeł Łódź – 2007, 2010
- Polonia Bydgoszcz – 2008
- Polonia Piła – 2009, 2014
- Wanda Kraków – 2011
- KSM Krosno – 2012
- Kolejarz Opole – 2013
- Motor Lublin – 2013
- Kolejarz Rawicz – 2014, 2015

## Osiągnięcia
| Sezon | Miejsce             | Msc | Pkt | Biegi       |        |
| ----- | ------------------- | --- | --- | ----------- | ------ |
| 2007  | Gorzów Wielkopolski | 9   | 6   | (0,1,u,2,3) | Polska |
| 2008  | Gdańsk              | 7   | 8   | (0,0,2,3,3) | Polska |

| Sezon | Miejsce | Msc | Pkt | Biegi        |        |
| ----- | ------- | --- | --- | ------------ | ------ |
| 2008  | Rybnik  | 16  | 0   | (0,d,d,d,ns) | Polska |